# Codice di Ur-Nammu

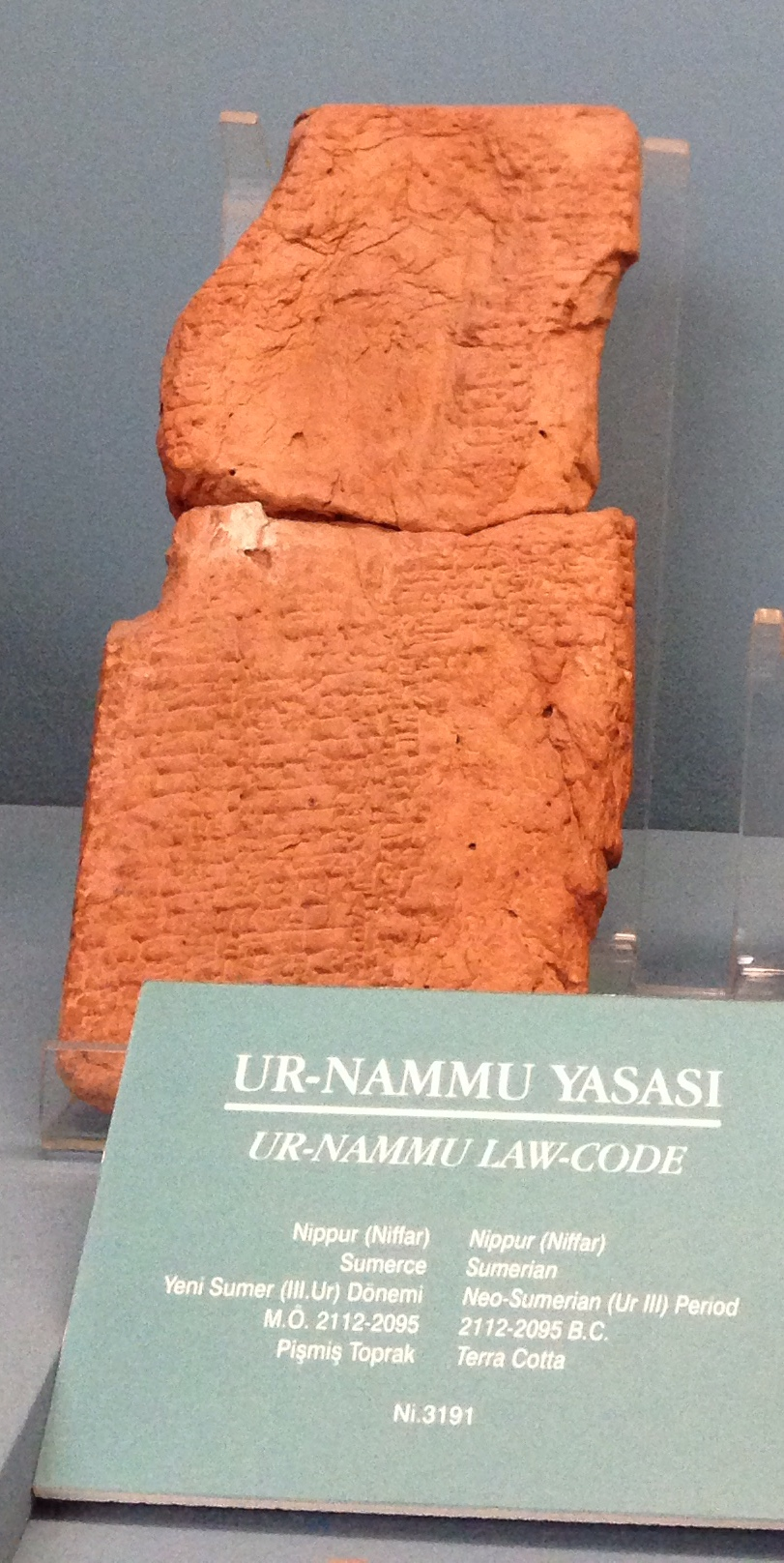
I due frammenti del codice conservati al Museo archeologico di Istanbul

Il Codice di Ur-Nammu è un'antica tavola contenente un codice di leggi, il più antico fino ad oggi conosciuto, redatto in lingua sumera alla fine del III millennio a.C. all'inizio della terza e ultima dinastia di Ur.
Sebbene il prologo attribuisca direttamente le leggi al sovrano Ur-Nammu della città di Ur (2112-2095 a.C.), diversi studiosi, sulla base soprattutto di indizi grammaticali, propendono tuttavia ad attribuire il codice al figlio di Ur-Nammu, Shulgi.
Il primo esemplare del codice fu rinvenuto in due frammenti a Nippur e poi tradotto da Samuel Noah Kramer nel 1952. Lo stato di conservazione dell'esemplare non permette di leggere che il prologo e cinque leggi. Altre tavolette furono trovate a Ur e tradotte nel 1965, permettendo la ricostruzione di 40 leggi sulle 57 che compongono il testo. Un altro esemplare scoperto a Sippar contiene delle leggere varianti.
Il codice, oltre a prevedere le pene per diversi reati, stabilisce le misure standard di capacità e di peso.